# Arachnospila orientausa
Arachnospila orientausa (лат.) — вид дорожных ос рода Arachnospila (Pompilidae). Приморский край (Россия).

## Этимология
Видовое название A. orientausa происходит от латинского oriens, orientis (восток), относящегося к региону, где был найден вид, и ausa, названия родственного европейского вида Arachnospila (Ammosphex) ausa (Tournier, 1890).

## Описание
Среднего размера красно-чёрная дорожная оса. Длина около 6—8 мм. Тело и ноги чёрные, мандибулы бледно-коричневые медиально и коричневые апикально; базальная половина тергитов T2 и S2 ржаво-красная. Самец этого вида очень похож на самца Arachnospila (Ammosphex) ausa (Tournier, 1890) сходной формой гипопигия, но чётко отличается от него наличием апикальной половины вольселлы с короткими волосками (без волосков у A. ausa), пениальный клапан апикально без спикул (с тремя спикулами у A. ausa), гоностили суббазально с короткими прямыми волосками (с длинными прямыми волосками у A. ausa), ржаво-красный тергит T2 только базально (ржаво-красные T1, T2 и базальная часть T3 у A. ausa). Самка этого вида очень похожа на самку Arachnospila (Ammosphex) ausa (Tournier, 1890) укороченным тупым вершинным жгутиком и сходным жилкованием переднего крыла, но легко идентифицируется по тому, что только Т2 базально ржаво-красный (Т1, Т2 и базальная часть Т3 ржаво-красные у A. ausa).

## Распространение
Этот вид встречается на Дальнем Востоке: Приморский край.